# Cordigliera Domeyko
La Cordigliera Domeyko (in spagnolo: Cordillera Domeyko) è una catena montuosa delle Ande situata nel settentrione del Cile (Regione di Antofagasta) ad ovest del Salar de Atacama.
Si sviluppa da nord a sud parallelamente alla cordigliera principale. Il punto più alto è costituito dal Cerro Quimal (4.114 m s.l.m.).
Deve il suo nome al geologo polacco Ignacy Domeyko.